# High ’n’ Dry
High ’n’ Dry (идиома: Брошенный на произвол судьбы) — второй студийный альбом британской хард-рок-группы Def Leppard, выпущенный в 1981 году на лейбле Mercury Records. Он стал предпоследней пластинкой группы, над которой работал гитарист Пит Уиллис. Заглавный трек «High ’n’ Dry (Saturday Night)» занял 33 позицию в списке VH1’s 40 Greatest Metal Songs. Альбом достиг 26-го места в UK Albums Chart и 38-го — в Billboard 200. Благодаря успеху Pyromania в 1983 году High ’n’ Dry вновь попал в чарты в США, поднявшись до 72-го места. Были выпущены два сингла: «Let It Go» (1981) и «Bringin’ On The Heartbreak» (1981). Ремикс сингла «Bringin’ on the Heartbreak» 1984 года добрался до 61 места в Billboard Hot 100. Альбом стал дважды платиновым в США и платиновым в Канаде.
Обложка альбома была оформлена дизайнерской студией Hipgnosis.

## Переиздание 1984 года
High ’n’ Dry был переиздан 31 мая 1984 года с двумя бонусными треками:
- Bringin’ On The Heartbreak (Remix)*
- Me & My Wine (Remix)*

* — ремикс сделан в феврале 1984

## Список композиций
Сторона A
| №  | Название                        | Длительность |
| -- | ------------------------------- | ------------ |
| 1. | «Let It Go»                     | 4:43         |
| 2. | «Another Hit And Run»           | 4:59         |
| 3. | «High ’n’ Dry (Saturday Night)» | 3:27         |
| 4. | «Bringin’ On The Heartbreak»    | 4:34         |
| 5. | «Switch 625»                    | 3:03         |

Сторона B
| №  | Название                             | Длительность |
| -- | ------------------------------------ | ------------ |
| 1. | «You Got Me Runnin’»                 | 4:23         |
| 2. | «Lady Strange»                       | 4:39         |
| 3. | «On Through The Night»               | 5:06         |
| 4. | «Mirror, Mirror (Look Into My Eyes)» | 4:08         |
| 5. | «No No No»                           | 3:13         |

Бонусные треки в переиздании 1984 года
| №  | Название                             | Длительность |
| -- | ------------------------------------ | ------------ |
| 1. | «Bringin’ On The Heartbreak (Remix)» | 4:33         |
| 2. | «Me & My Wine (Remix)»               | 3:40         |

## Участники записи
Def Leppard
- Рик Аллен — ударные, вокал
- Пит Уиллис — гитара, вокал
- Джо Эллиотт — вокал
- Стив Кларк — гитара, вокал
- Рик Сэвидж — бас-гитара, вокал

Производство
- Матт Ланг — продюсер
- Майл Шипли — инженер
- Найджел Грин — помощник инженера
- Hipgnosis — дизайн обложки

## Хит-парады
| Год  | Хит-парад        | Позиция |
| ---- | ---------------- | ------- |
| 1981 | UK Albums Chart  | 26      |
| 1981 | US Billboard 200 | 38      |
| 1983 | US Billboard 200 | 72      |

## Сертификации
| Страна | Организация | Сертификация  |
| ------ | ----------- | ------------- |
| США    | RIAA        | 2х платиновый |
| Канада | CRIA        | Платиновый    |